# Izsma (település)
Izsma (oroszul: Ижма) falu Oroszországban, Komiföldön, az Izsmai járás székhelye. 
Lakossága: 3753 fő (a 2010. évi népszámláláskor).

## Fekvése, éghajlata
Komiföld északi, ritkán lakott részén, az Izsma, (a Pecsora legnagyobb bal oldali mellékfolyója) alsó szakaszán, a jobb oldali parton terül el. 
Az 1940–2004 között mért adatok szerint a levegő évi középhőmérséklete: –1,8 °C. A januári középhőmérséklet –18,1 °C, a júliusi 15,3 °C. Az 1916–2006 között mért legalacsonyabb hőmérséklet –55,7 °C (1973. december), a legmagasabb 37,9 °C (1982. július).

## Története
Az 1560-as vagy 1570-es években komi településként keletkezett. Lakói halászattal, vadászattal, szőrmekikészítéssel foglalkoztak. A 18. század közepéig a mai járás területén ez volt az egyetlen állandó település.
A faluban 1930-ban állatgyógyászati technikum nyílt; 1932–1933-ban olajipari technikum is működött, melyet később áttelepítettek Uhtába. 1932-ben a településen kisebb erőmű kezdte meg működését, 1964-ben pedig dízel hőerőmű létesült. 
A települést közel 100 km hosszú közút köti össze a Kotlasz–Vorkuta fővonalon fekvő Irael vasútállomással, illetve azon Komiföld fővárosával és központi vidékeivel. A zúzalékkal kiépített utat 1987-ben adták át, 1993 és 1999 között aszfalt burkolattal látták el. 
1939-ben indult meg az első légijárat Sziktivkarból Uhtán át Izsmába. 1978-tól rendszeres légijárat működött Sziktivkarból Izsmába (AN-24-es gépekkel). 

## Népesség
- 2002-ben 3 773 lakosa volt, melynek 86%-a komi és 14%-a orosz.
- 2010-ben 3 753 lakosa volt.